# Allonby
Allonby är en by och en civil parish  i Cumbria i England. Orten har 462 invånare (2001).